# Casa de la Cultura de Arica
La Casa de la Cultura de Arica o el edificio de la antigua Aduana de Arica es un inmueble ubicado en Arica, Chile. Diseñado por el estudio de Gustave Eiffel, su construcción se llevó a cabo entre 1871 y 1874, siendo territorio peruano. Fue declarada monumento nacional de Chile, en la categoría de monumento histórico, mediante el Decreto Supremo n.º 929, del 23 de noviembre de 1977.

## Historia
El terremoto de 1868 destruyó el edificio de la aduana, ubicado en el mismo emplazamiento, por lo que el presidente peruano José Balta encargó en 1871 al estudio de Gustave Eiffel de París el nuevo complejo aduanero de la ciudad, que se inauguró en 1874. El edificio se trajo como prefabricado.
Luego de la batalla de Arica, en el marco de la guerra del Pacífico, Arica quedó bajo poder chileno, pero el edificio continuó con sus funciones aduaneras. En 1977 dejó de prestar servicios como aduana, y en 1991 el inmueble se convirtió en la casa de la cultura de la ciudad.
En 2020 concluyeron obras que recuperaron el edificio, que contó con una intervención estructural, reparación de la fachada, muros perimetrales y de la estructura metálica de la techumbre.

## Descripción
De estilo neoclásico, el edificio cuenta con una planta rectangular, y presenta pilares canteados y muros perimetrales realizados con ladrillos traídos desde Francia. Cuenta con tres cuerpos, cuyo cuerpo central es de dos niveles. La techumbre es metálica, al igual que los pilares interiores.